# قمر اصطناعي للاتصالات

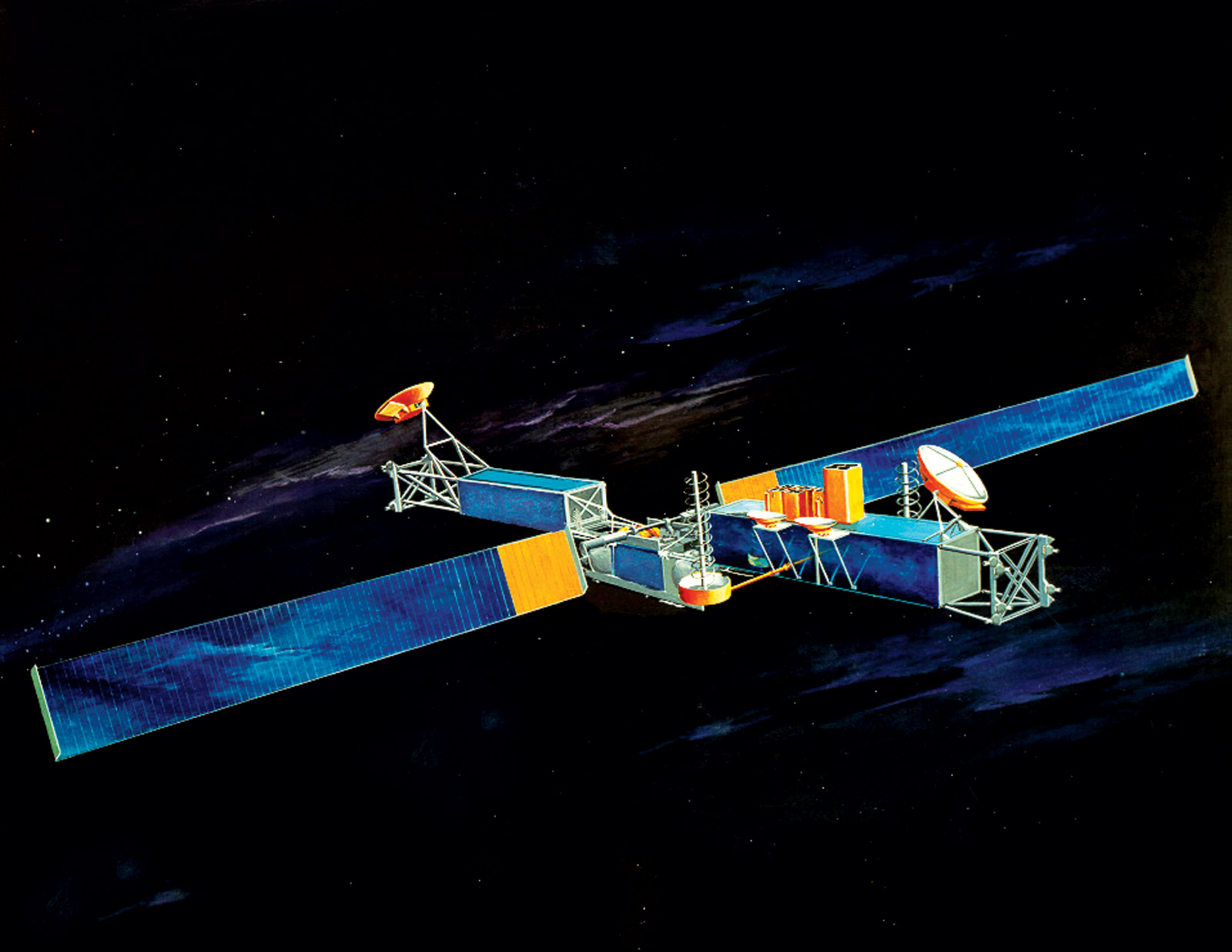
تيلستار قمر اصطناعي للاتصالات تابع لعسكرية وم

القمر الاصطناعي للاتصالات (يختصر أحيانا إلى ساتكوم - Satcom) وهو قمر اصطناعي متموقع في الفضاء لأغراض الاتصالات.

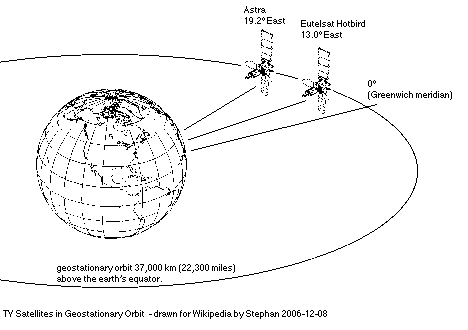
وجود أقمار اصطناعية للإرسال والاتصالات في مدار أرضي جغرافي متزامن. اللوحات الشمسية تكون دائما في اتجاه الشمال والجنوب. يدور القمر الاصطناعي في مداره بسرعة مناسبة لدوران الأرض بحيث يكون كما لو كان ثابتا فوق بقعة معينة.

يقوم القمر الاصطناعي للاتصالات بتبديل وتوجيه إشارات الاتصالات اللاسلكية عبر جهاز إرسال - مجيب؛ حيث ينشئ قناة اتصال بين مرسل وجهاز استقبال في مواقع مختلفة على الأرض. تستخدم أقمار الاتصالات للتلفزيون والهاتف والراديو والإنترنت والتطبيقات العسكرية. وهناك أكثر من 2000 قمر للاتصالات في مدار الأرض، وتستخدمها كل من المنظمات الخاصة والحكومية.

كما هو معروف، يستخدم الاتصال اللاسلكي الموجات الكهرومغناطيسية لنقل الإشارات ولكن هذه الاشارات تتطلب خط رؤية أي عدم إعاقتها بواسطة انحناء الأرض فكان الحل باستخدام الأقمار الاصطناعية لترحيل الإشارة حول منحنى الأرض، مما يسمح بالاتصال بين النقاط المنفصلة على نطاق واسع. تستخدم أقمار الاتصالات نطاقًا واسعًا من ترددات الراديو والميكروويف. لتجنب تدخل الإشارة، عملت المنظمات الدولية المتخصصة لوائح لتنظيم استخدام نطاقات التردد. تخصيص النطاقات هذا هو ما يقلل من خطر تداخل الإشارة.

## تاريخه
اقتُرح مفهوم قمر الاتصالات المستقر بالنسبة إلى الأرض لأول مرة من قِبل آرثر سي. كلارك، إلى جانب فاهيد ك. ساندي بناء على أعمال قسطنطين تسيولكوفسكي. وفي أكتوبر 1945، نشر كلارك مقالا بعنوان «المرحلات خارج الأرض» في المجلة البريطانية «وايرلس وورلد». ووصفت المقالة العوامل الأساسية وراء نشر الأقمار الاصطناعية في المدارات الثابتة بالنسبة إلى الأرض لغرض نقل الإشارات الراديوية. وهكذا، فإن آرثر سي. كلارك غالباً ما يشار إليه بأنه مخترع قمر الاتصالات، ويستخدم مصطلح «حزام كلارك» كوصفة للمدار.
بعد عقود بدأ مشروع اتصالات أطلق عليه «نقل الاتصالات بالقمر» نفذته البحرية الأمريكية. وكان يهدف إلى تطوير طريقة آمنة وموثوقة للاتصالات اللاسلكية باستخدام القمر كعاكس سلبي وقمر اتصالات طبيعي. كان أول قمر اصطناعي للأرض سبوتنك 1 الذي وضعه الاتحاد السوفيتي في مداره في 4 أكتوبر 1957، وقد تم تجهيزه بجهاز إرسال راديوي يعمل على ترددين: 20.005 و 40.002 MHz. تم إطلاق سبوتنيك 1 كخطوة رئيسية في استكشاف تطوير الفضاء والصواريخ. ومع ذلك، لم يتم وضعه في المدار لغرض إرسال البيانات من نقطة إلى أخرى على الأرض.
كان أول قمر اصطناعي يستخدم حصريا لإحداث تقدم في الاتصالات العالمية عبارة عن منطاد اسمه إيكو1  والذي كان أول قمر للاتصالات الاصطناعية في العالم قادر على نقل الإشارات إلى نقاط أخرى على الأرض. صعد إيكو1 إلى ارتفاع 1600 كيلومتر (1000 ميل) فوق الكوكب بعد إطلاقه في 12 أغسطس 1960، لكنه اعتمد على أقدم تكنولوجيا طيران للبشرية - المناطيد. تم إطلاق إيكو1 من قبل وكالة ناسا، وهو عبارة عن منطاد مصنوع من مادة بلاستيكية مدعمة بالألومنيوم يبلغ طوله 30 مترًا (100 قدم) والذي كان بمثابة عاكس سلبي للاتصالات اللاسلكية.  ساعد أول قمر اصطناعي قابل للنفخ في العالم - أو «القمر البالون»، كما كان معروف بشكل غير رسمي آنذاك - في إرساء أساس اتصالات الأقمار الاصطناعية اليوم. الفكرة من وراء قمر الاتصالات هي بسيطة: أرسل البيانات إلى الفضاء وحملها إلى نقطة أخرى على الكرة الأرضية. وقد أنجز إيكو1 هذا من خلال العمل كمرآة هائلة، بطول 10 طوابق، يمكن استخدامها لتعكس إشارات الاتصالات.
كان أول قمر اصطناعي أمريكي لنقل الاتصالات هو مشروع SCORE في عام 1958، والذي استخدم جهاز تسجيل لتخزين وإعادة توجيه الرسائل الصوتية. تم استخدامه لإرسال تحية عيد الميلاد من الرئيس الأمريكي دوايت د. أيزنهاور إلى العالم. ويعد قمر Courier 1B، الذي تم بناؤه من قبل Philco، والذي أطلق في عام 1960، أول قمر اصطناعي مكرر نشط في العالم.
هنا فئتين رئيسيتين من أقمار الاتصالات، سلبية وفعالة. تعكس الأقمار السلبية الإشارة القادمة من المصدر باتجاه المستقبل. في حالة الأقمار السلبية، لا يتم تضخيم الإشارة المنعكسة عند القمر الاصطناعي، ولا يصل سوى مقدار صغير جداً من الطاقة المرسلة إلى المستقبل. وبما أن القمر موجود فوق الأرض، فإن الإشارة الراديوية تضعف بسبب خسارة السير في الفضاء الحر، لذلك تكون الإشارة المستقبلة على الأرض ضعيفة جداً جداً. من ناحية أخرى، تعمل الأقمار الاصطناعية النشطة على تضخيم الإشارة المستقبلة قبل إعادة إرسالها إلى المستقبل على الأرض.
كانت نوعية الأقمار السلبية هي المستخدمة في أول أقمار الاتصالات، ولكنها لا تُستخدم الآن إلا قليلاً. كان تيلستار ثاني قمر اصطناعي نشط للاتصالات المباشرة شارك في تنفيذه كل من التلفون والتلغراف الأمريكي ومختبرات بل ووكالة ناسا ومكتب البريد البريطاني العام و PTT الفرنسية (مكتب البريد) لتطوير الاتصالات عبر الأقمار الاصطناعية كجزء من اتفاقية متعددة الجنسيات، أطلقته ناسا من رأس كانافيرال في 10 يوليو 1962، في أول إطلاق فضائي برعاية خاصة. تم Relay 1 في 13 ديسمبر 1962، وأصبح أول قمر ينقل عبر المحيط الهادئ في 22 نوفمبر 1963.
سبق الأقمار الاصطناعية المستقرة بالنسبة إلى الأرض أقمار مثل Syncom 2 لشركة طائرات هيوز التي تم إطلاقها في 26 يوليو 1963. وكان Syncom 2 أول قمر اصطناعي للاتصالات في مدار أرضي جغرافي متزامن. كانت تدور حول الأرض مرة واحدة في اليوم بسرعة ثابتة، ولكن لأنه لا يزال هناك حركة بين الشمال والجنوب، كانت هناك حاجة إلى معدات خاصة لتعقبها. كان خليفته، سينكوم 3 أول قمر اصطناعي للاتصالات الأرضية. حصل سينكوم 3 على مدار متزامن مع الأرض، دون حركة بين الشمال والجنوب، مما يجعله يبدو من الأرض كجسم ثابت في السماء.
وبدءًا من متجول استكشاف المريخ، استخدم المستكشفون مركبات فضائية مدارية على سطح المريخ كقمر للاتصالات لنقل بياناتهم إلى الأرض.  يستخدم المستكشفون مرسلات تردد فوق العالي لإرسال بياناتهم إلى المدارات، والتي تنقل البيانات إلى الأرض باستخدام إما نطاق سيني أو ترددات النطاق Ka. وتسمح هذه الترددات العالية، إلى جانب أجهزة إرسال أكثر قوة وهوائيات أكبر، للمدارات بإرسال البيانات بشكل أسرع بكثير من قدرة اليابانيين على إدارة الإرسال مباشرة إلى الأرض، مما يحافظ على وقت ثمين على شبكة ناسا لمراقبة الفضاء العميق.

## مدارات الأقمار الاصطناعية
عادة ما يكون لأقمار الاتصالات واحد من ثلاثة أنواع أساسية من المدارات
- الأقمار المستقرة بالنسبة للأرض لها مدارات جغرافية ثابتة، على بعد 36000 كيلومتر (22000 ميل) من سطح الأرض. ويمتلك هذا المدار الخاصية التي لا يتغير فيها الموقع الظاهر للقمر في السماء عندما ينظر إليه مراقب من الأرض، ويبدو أن القمر «ثابتا» في السماء. ويرجع ذلك إلى أن الفترة المدارية للقمر هي نفس معدل دوران الأرض. وتتمثل ميزة هذا المدار في أن الهوائيات الأرضية ليست مضطرة لتتبع القمر عبر السماء، بل يمكن تثبيتها لتوجيهها إلى الموقع في السماء الذي يظهر فيه القمر.
- أقمار ذات المدارات الأرضية المتوسطة هي أقرب إلى الأرض. تتراوح الارتفاعات المدارية من 2000 إلى 36000 كيلومتر (1,200 إلى 22,400 ميل) فوق الأرض.
- يُشار إلى المنطقة الواقعة تحت المدارات المتوسطة باسم المدار الأرضي المنخفض، وتبلغ حوالي 160 إلى 2000 كيلومتر (99 إلى 1,243 ميل) فوق الأرض. عندما تدور الأقمار في مدارات متوسطة ومنخفضة، فإنها لا تبقى مرئية في السماء إلى نقطة ثابتة على الأرض بشكل مستمر مثل القمر الاصطناعي المستقر بالنسبة إلى الأرض، ولكن تظهر للمراقب من الأرض وهي تعبر السماء و «تغرب» عندما تذهب لما وراء الأرض. ولتوفير قدرة اتصالات مستمرة مع هذه المدارات المنخفضة يتطلب عددًا أكبر من الأقمار الاصطناعية، حتى تظل إحداها في السماء لإرسال إشارات الاتصال. ومع ذلك، وبسبب المسافة الصغيرة نسبيًا للأرض، تكون إشاراتها أقوى.

## بناءها
تتكون أقمار الاتصالات عادة من الأنظمة الفرعية التالية:
- حزمة الاتصالات، وتتكون عادة من أجهزة الإرسال والاستقبال وهوائيات وأنظمة التحويل
- المحركات المستخدمة لجلب القمر الاصطناعي إلى مداره المطلوب
- نظام المحافظة على تتبع واستمرارية النظام الفرعي للحفاظ على القمر في مداره الصحيح، مع توجيه هوائياته في الاتجاه الصحيح، ونظام الطاقة الخاص به موجه نحو الشمس
- نظام فرعي للطاقة، يستخدم لتشغيل أنظمة القمر الاصطناعي، تتكون عادة من الخلايا الشمسية، والبطاريات التي تحافظ على الطاقة أثناء كسوف الشمس
- نظام فرعي للتحكم والسيطرة، والذي يحافظ على الاتصالات مع محطات التحكم الأرضية. تقوم المحطات الأرضية للتحكم الأرضي بمراقبة أداء القمر والتحكم في وظائفه خلال مختلف مراحل دورة حياته.

يعتمد عرض النطاق المتاح من القمر الاصطناعي على عدد المرسلات المستجيبات التي يوفرها القمر الاصطناعي. تتطلب كل خدمة (تلفزيون، صوت، إنترنت، راديو) مقدارًا مختلفًا من النطاق الترددي لنقلها. يُعرف هذا عادةً باسم ميزانية الربط ويمكن استخدام محاكي الشبكة للوصول إلى القيمة الدقيقة

## توزيع تردد أنظمة أقمار الاتصالات
إن تخصيص الترددات لخدمات أقمار الاتصالات هو عملية معقدة تتطلب تنسيق وتخطيط دولي. ويتم ذلك تحت رعاية الاتحاد الدولي للاتصالات (ITU). لتسهيل تخطيط التردد، ينقسم العالم إلى ثلاث مناطق: الإقليم 1: أوروبا، إفريقيا، ما كان سابقاً الاتحاد السوفيتي، ومنغوليا 2: أمريكا الشمالية والجنوبية ومنطقة غرينلاند 3: آسيا (باستثناء المنطقة 1)، أستراليا وجنوب غرب المحيط الهادئ
وفي هذه المناطق، تُوزَّع نطاقات التردد على مختلف خدمات أقمار الاتصالات، على الرغم من أنه يمكن تخصيص خدمة مختلفة لنطاقات تردد في مناطق مختلفة. بعض الخدمات التي تقدمها الأقمار الاصطناعية هي:
- خدمة أقمار الاتصالات الثابتة
- خدمة البث الفضائي
- خدمة أقمار الاتصالات المتنقلة
- خدمة الملاحة عبر أقمار الاتصالات
- خدمة الأرصاد الجوية عبر أقمار الاتصالات

## تطبيقاتها
- الهاتف الفضائي هو نوع من أنواع الهواتف النقالة والتي ترتبط بأقمار الاتصالات الفضائية بدلا من محطات الشبكات الأرضية. ويمكن أن تغطي شبكة الهاتف الفضائي الكرة الأرضية بأكملها أو أجزاء منها حسب نوع الخدمة.
- التلفاز الفضائي وهو تلفزيون تقدمه وسائل الاتصالات عبر الأقمار الاصطناعية، ويستقبل بواسطة طبق القمر الاصطناعي وجهاز فك التشفير. بوفر في مناطق كثيرة من العالم، مجموعة واسعة من القنوات والخدمات، في كثير من الأحيان في المناطق التي لا يتوفر بها مزودي خدمات التليفزيون الأرضي أو الكابل.
- راديو فضائي وهو خدمة بث الراديو موجه خصوصا لسائقي السيارات، بفضل بث الإشارة العابرة للأوطان ولمناطق أبعد جغرافيا من تلك المستعملة لمحطات الراديو الأرضية. وهذه الخدمة متوفرة بالاشتراك وأغلبها تجاري مجاني، وتوفر لمشتركيها أكثر من محطة وخيارات واسعة وأكثر تنوعا من البرامج أحسن من تلك المحطات الأرضية.
- انترنت فضائي وهي خدمة تتيح الدخول إلى الإنترنت من خلال أقمار اصطناعية تدور بمدار ثابت وتستطيع توفير سرعة نقل بيانات عالية
- تطبيقات الاتصالات العسكرية، وتستخدم في أنظمة مثل أنظمة القيادة والتحكم العالمية. ومن الأمثلة على الأنظمة العسكرية التي تستخدم أقمار الاتصالات هي MILSTAR و DSCS و FLTSATCOM التابعة للولايات المتحدة والأقمار الاصطناعية التابعة لحلف شمال الأطلسي والأقمار الاصطناعية في المملكة المتحدة (على سبيل المثال Skynet) والأقمار الاصطناعية التابعة للاتحاد السوفياتي السابق. أطلقت الهند أول قمر اصطناعي للاتصالات العسكرية GSAT-7، وتعمل أجهزة الإرسال والاستقبال الخاصة بها في نطاقات الموجات UHF و F و C و Ku. وعادة ما تعمل الأقمار العسكرية في نطاقات التردد UHF أو SHF (المعروفة أيضاً بـ X-band) أو EHF (المعروفة أيضاً باسم النطاق Ka).

## اقرأ أيضا
- قمر اصطناعي للبث التلفزيوني
- مدار أرضي جغرافي متزامن
- هوت بيرد 1